# Bonfiglio Zanardi
Attilio Bonfiglio Zanardi (Corniglio, 6 agosto 1910 – Gusciabbai, 29 agosto 1937) è stato un militare italiano, insignito della medaglia d'oro al valor militare alla memoria nel corso delle grandi operazioni di polizia coloniale in Africa Orientale Italiana.

## Biografia
Nacque a Corniglio (provincia di Parma) il 6 agosto 1910, figlio di Angelo, tecnico petrolifero, e di Clementina Tebaldi. Compì gli studi primari a Voghera, dove la famiglia viveva nel quartiere di Pombio, conseguendo il diploma di perito agrario.
Ammesso al corso allievi ufficiali di complemento presso la Scuola di Moncalieri l'11 novembre 1931, ne uscì con il grado di sottotenente il 16 giugno dell'anno successivo, per essere assegnato al 23º Reggimento fanteria. Congedato il 31 agosto 1933, mise a profitto il suo diploma, diventando insegnante di agraria in una scuola del comune di Pontecurone. Richiamato alle armi in occasione della guerra d'Etiopia, dopo il termine delle ostilità rimase in servizio, assegnato in qualità di tenente di complemento all'XI Battaglione coloniale nel corso di un'operazione di polizia contro la guerriglia etiope. Morì valorosamente, insieme a molti dei suoi soldati, nel corso di un'imboscata di rivoltosi locali a Gusciabbai, il 29 agosto 1937. Per il coraggio dimostrato durante l'ultimo combattimento gli fu assegnata la medaglia d'oro al valor militare alla memoria.
Il 4 febbraio 1944, durante il periodo della Repubblica Sociale Italiana, la caserma di Voghera cambiò denominazione, passando da Vittorio Emanuele II a Tenente Attilio Bonfiglio Zanardi. Il comune di Voghera ha posto in suo ricordo presso il Sacrario Monumento ai Caduti di via Ricotti un'epigrafe che lo raffigura. Vie sono a lui intitolate a Voghera e Parma, mentre il comune di Pontecurone gli ha intitolato la locale scuola media.

### Annotazioni
1. ↑  Alcuni dei suoi cimeli sono conservati presso il locale Museo Storico “Giuseppe Beccari”.

### Fonti
1. 1 2  Combattenti Liberazione.
2. 1 2 3  Gruppo Medaglie d'Oro al Valor Militare 1965, p. 251.
3. 1 2 3  Gazzetta Ufficiale del Regno d'Italia n.77 del 31 marzo 1939.
4. 1 2 3 4  Brignoli 1989, p. 71.
5. ↑  Fabrizio Bernini, "O patria mia - L'8 settembre nella grande caserma vogherese", sul Giornale di Voghera[collegamento interrotto] del 5 settembre 2013.